# Eva Říhová
Eva Říhová (5 de enero de 2000) es una deportista checa que compite en piragüismo en la modalidad de eslalon.
Ganó dos medallas de bronce en el Campeonato Mundial de Piragüismo en Eslalon, en los años 2017 y 2019, y dos medallas de bronce en el Campeonato Europeo de Piragüismo en Eslalon, en los años 2017 y 2019.

## Palmarés internacional
| Campeonato Mundial | Campeonato Mundial    | Campeonato Mundial | Campeonato Mundial |
| Año                | Lugar                 | Medalla            | Competición        |
| ------------------ | --------------------- | ------------------ | ------------------ |
| 2017               | Pau (Francia)         | Medalla de bronce  | C1 por equipos     |
| 2019               | Seo de Urgel (España) | Medalla de bronce  | C1 por equipos     |
| Campeonato Europeo |                       |                    |                    |
| Año                | Lugar                 | Medalla            | Competición        |
| 2017               | Tacen (Eslovenia)     | Medalla de bronce  | C1 por equipos     |
| 2019               | Pau (Francia)         | Medalla de bronce  | C1 por equipos     |